# 医王寺 (柏市船戸)
医王寺（いおうじ）は、千葉県柏市にある真言宗豊山派の寺院。

## 概略と沿革
創建年代は不明であるが、平安時代との説がある。江戸時代は寺子屋でもあり、船戸地区の教育の中心でもあった。
境内には、当寺の宗派である真言宗豊山派総本山長谷寺にちなんだ牡丹が植えられている。開花時には「ぼたん祭り」が開かれている。

## 交通アクセス
- 首都圏新都市鉄道つくばエクスプレス柏たなか駅より徒歩17分。

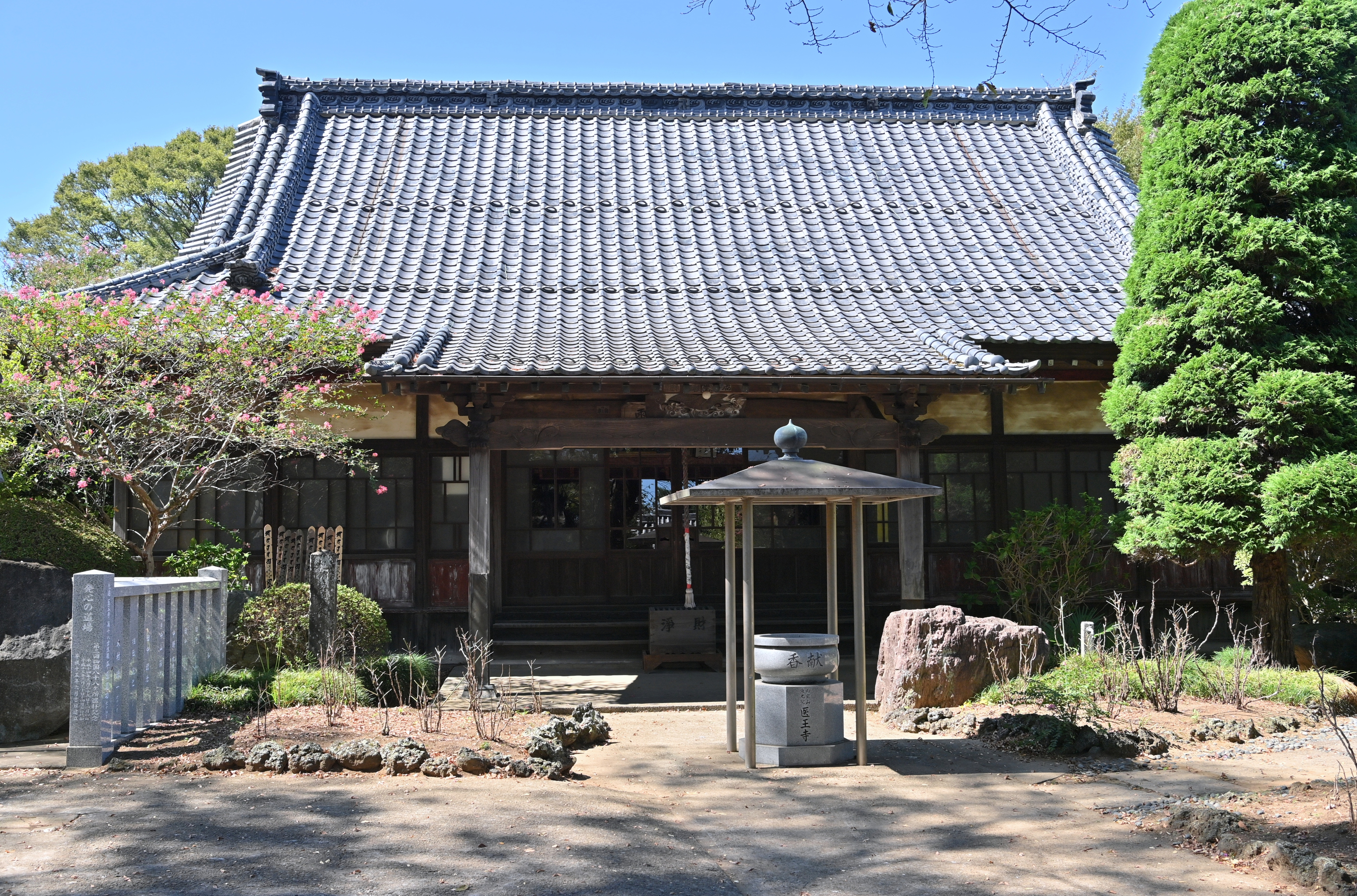
本堂
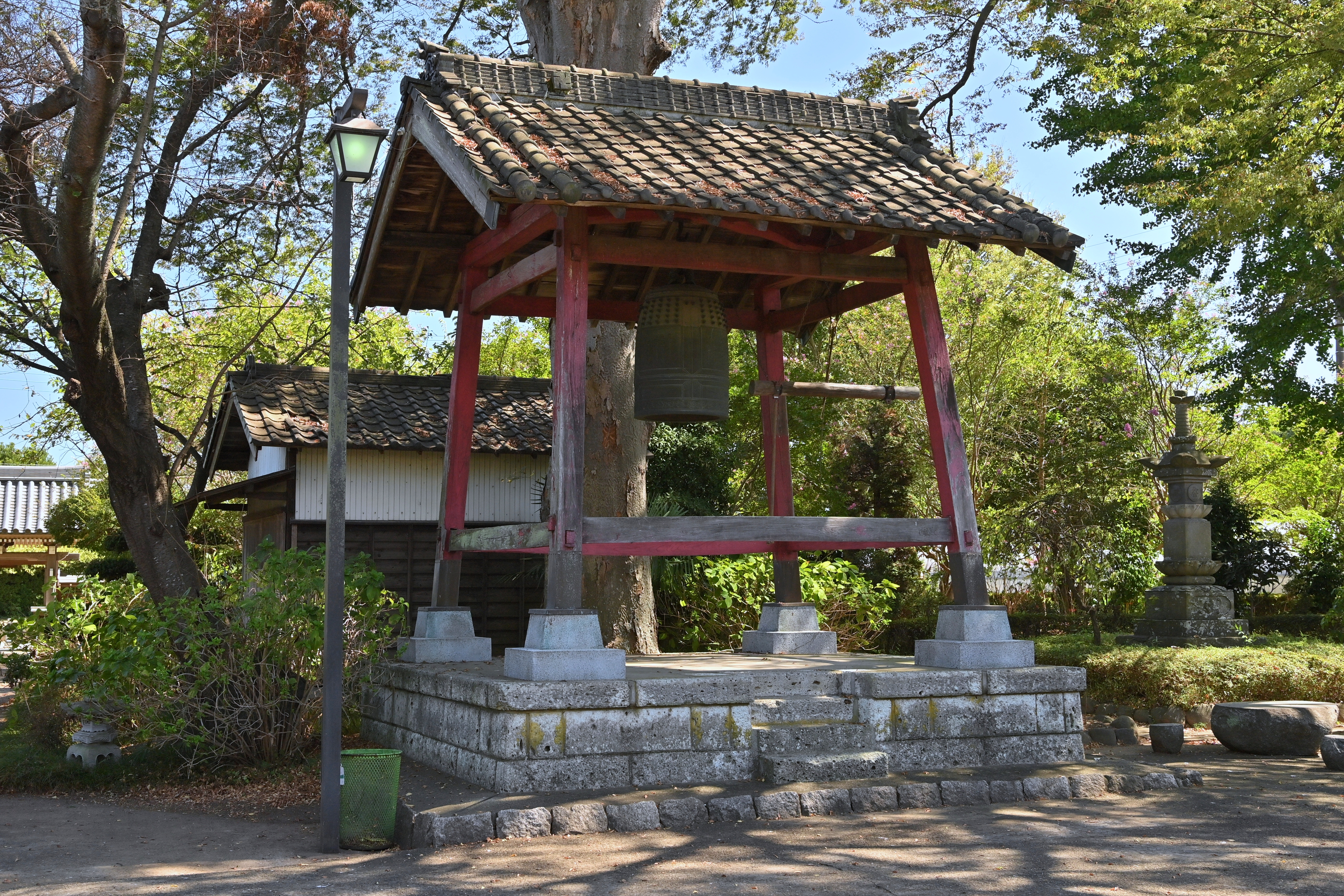
鐘楼
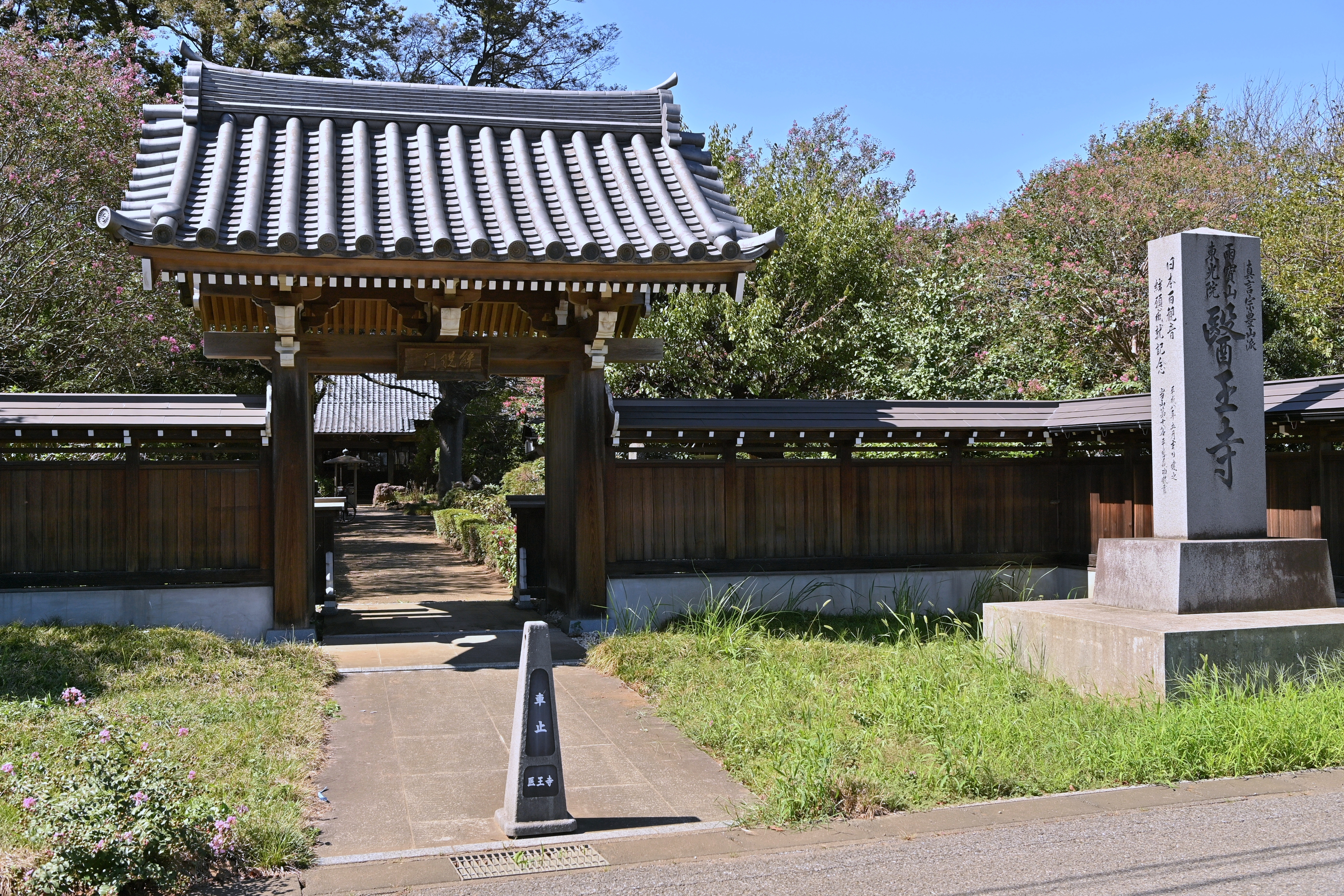
山門